# Кызыл-Коргон (Нарынская область)
Кызыл-Коргон (кирг. Кызыл-Коргон) — высокогорное село в Жумгальском районе Нарынской области Кыргызстана. Входит в состав Кабакского аильного округа.
Расположено на высоте 1284 м.
Население в 2021 году составляло 854 человек. По переписи 2009 года тут проживали 627 чел.
Недалеко от села, в долине реки Кокомерен, находятся каньоны Кызыл-Коргон, что в переводе означает "Красное укрытие".
Такое название каньоны носят из-за красного цветового оттенка горной породы. Именно эти сказочные цвета привлекают многих путешественников останавливаться там и совершать прогулки.